# Symplocodes amicus
Symplocodes amicus är en kackerlacksart som beskrevs av Bei-Bienko 1958. Symplocodes amicus ingår i släktet Symplocodes och familjen småkackerlackor. Inga underarter finns listade i Catalogue of Life.